# Opistophthalmus wahlbergii
Espèce
Synonymes
- Miaephonus wahlbergii Thorell, 1876
- Opisthophthalmus wahlbergi gariepensis Purcell, 1901
- Opisthophthalmus wahlbergi nigrovesicalis Purcell, 1901
- Opisthophthalmus lundensis Monard, 1937
- Opisthophthalmus wahlbergi robustus Newlands, 1969

Opistophthalmus wahlbergii est une espèce de scorpions de la famille des Scorpionidae.

## Distribution
Cette espèce se rencontre en Afrique du Sud, au Zimbabwe, au Botswana, en Namibie et en Angola.
Sa présence en Zambie est incertaine.

## Description
La femelle syntype mesure 78 mm.

## Systématique et taxinomie
Cette espèce a été décrite sous le protonyme Miaephonus wahlbergii par Kraepelin en 1894. Elle est placée dans le genre Opistophthalmus par Kraepelin en 1894.

## Étymologie
Cette espèce est nommée en l'honneur de Johan August Wahlberg.

## Publication originale
- Thorell, 1876 : On the classification of Scorpions. Annals and Magazine of Natural History, sér. 4, vol. 4, p. 1-15 (texte intégral).